# Veelvormige klaverroest
Veelvormige klaverroest (Uromyces trifolii-repentis) is een autoecische roestschimmel die behoort tot de familie Pucciniaceae. De schimmel infecteert Trifolium.

## Kenmerken
Zoals bij alle Uromyces-soorten groeit het mycelium intercellulair en vormt het zuigdraden die tot in het weefsel van de gastheer groeien.
Spermogonium
De spermogonia groeien voornamelijk aan de bovenzijde van de bladeren.
Aecium
De aecia komen op beide kanten van de bladeren en op bladstelen voor. Ze groeien in groepjes. De kleurloze, bijna bolvormige tot breed ellipsoïde aeciosporen zijn 18-22 × 15-18 µm groot en hebben wratten op de wand.
Uredinium
De lichtkaneelbruine uredinia komen op beide kanten van de bladeren en op de stengels voor. De goudbruine, bolvormige tot breed ellipsvormige urediniosporen zijn 24-27 × 19-22 µm groot en hebben een stekelige wand. Ze hebben 2-4 equatoriale kiemporen.
Telium
De kastanjebruine telia komen voornamelijk aan de onderkant van de bladeren, op de stengels en op de bladstelen voor. Ze zijn niet bedekt door de epidermis. De eencellige, lichtkastanjebruine, meestal bolvormige tot breed ellipsoïde teliosporen zijn 22–26 × 18–22 µm groot en hebben een gladde wand of op de wand enkele verspreide wratten. De steel is kleurloos en breekt af.

## Verspreiding
De veelvormige klaverroest komt van nature over de hele wereld voor. In Nederland is de schimmel uiterst zeldzaam.

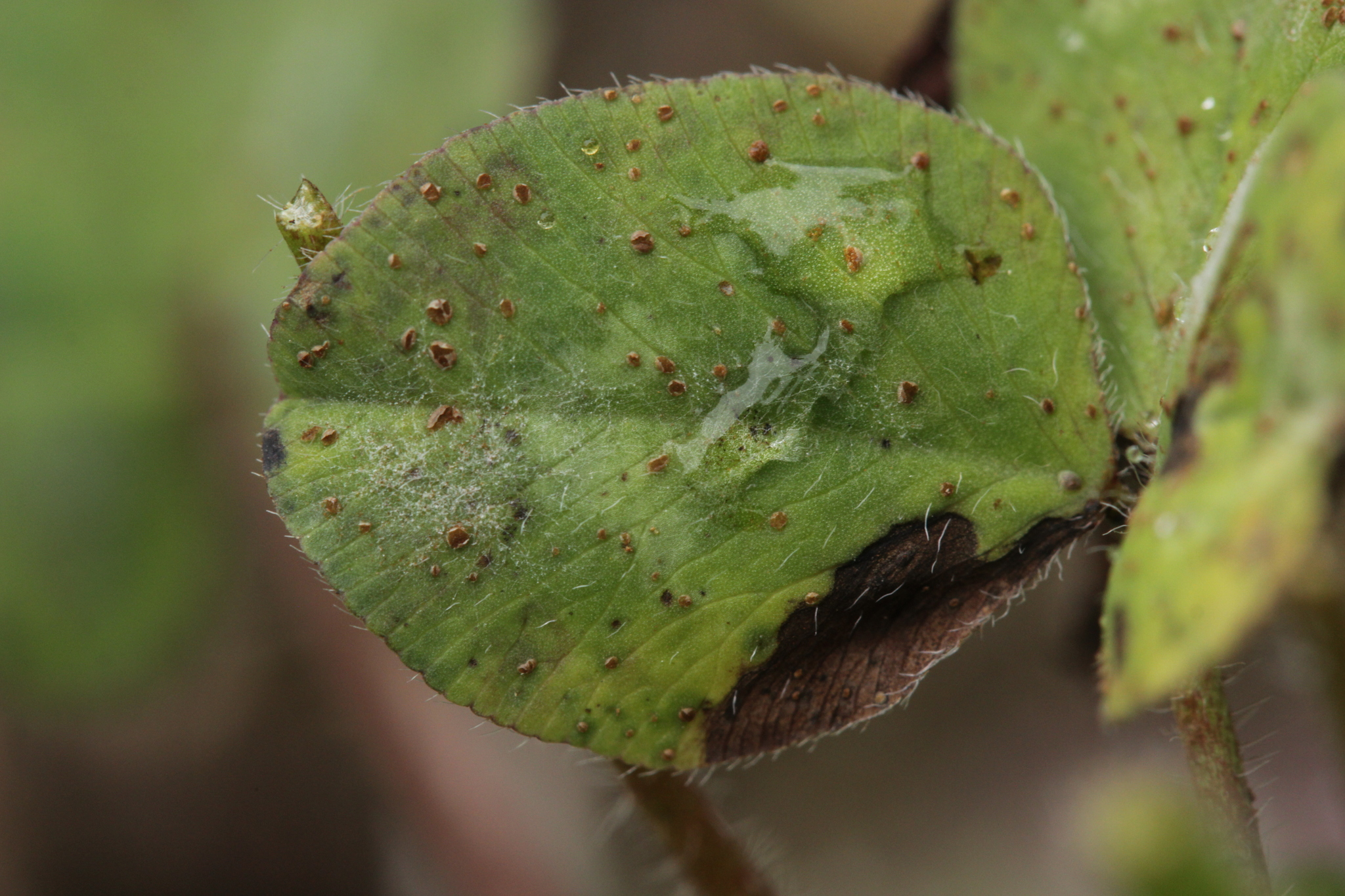
Uredinia
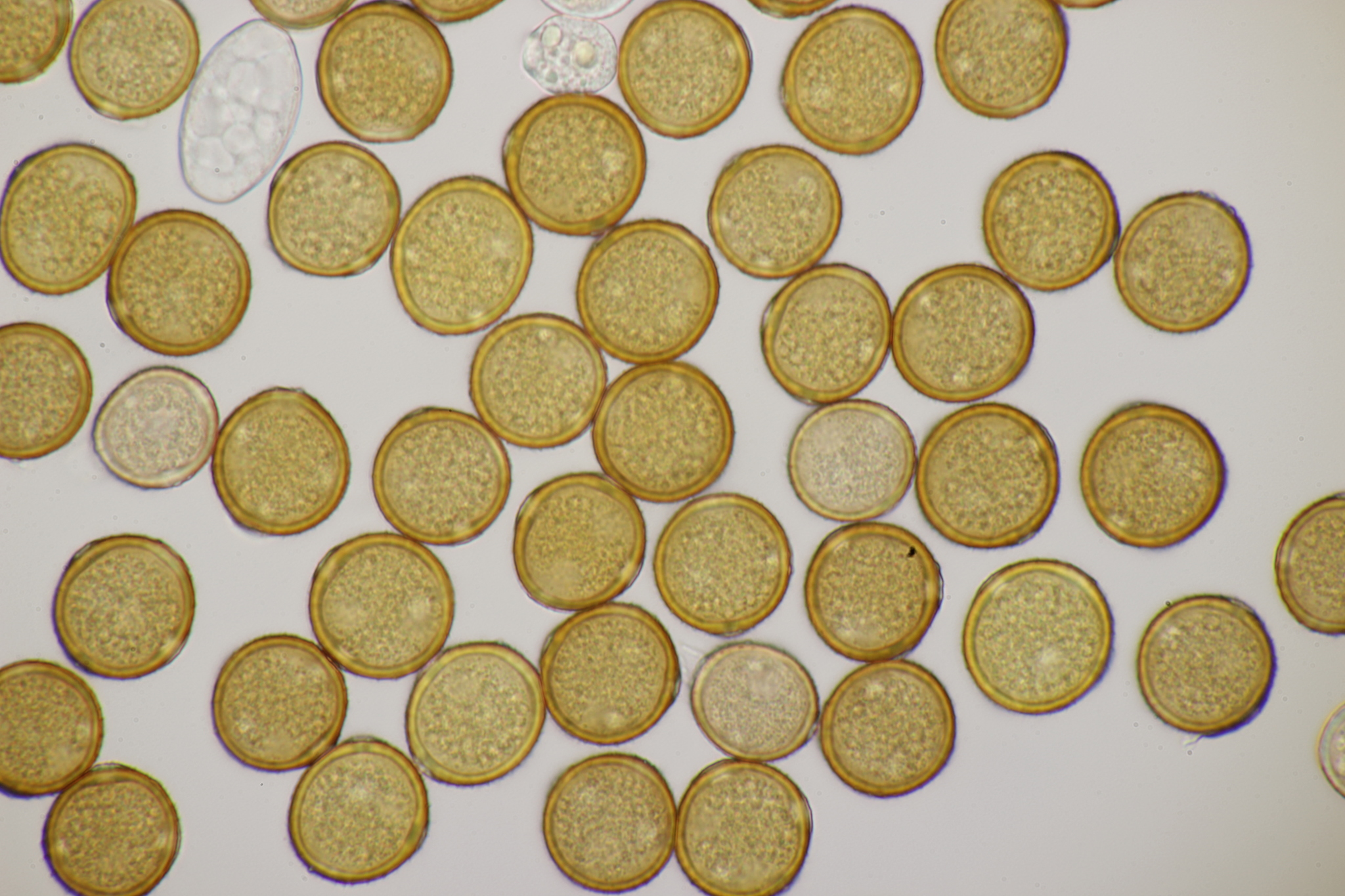
Urediniosporen
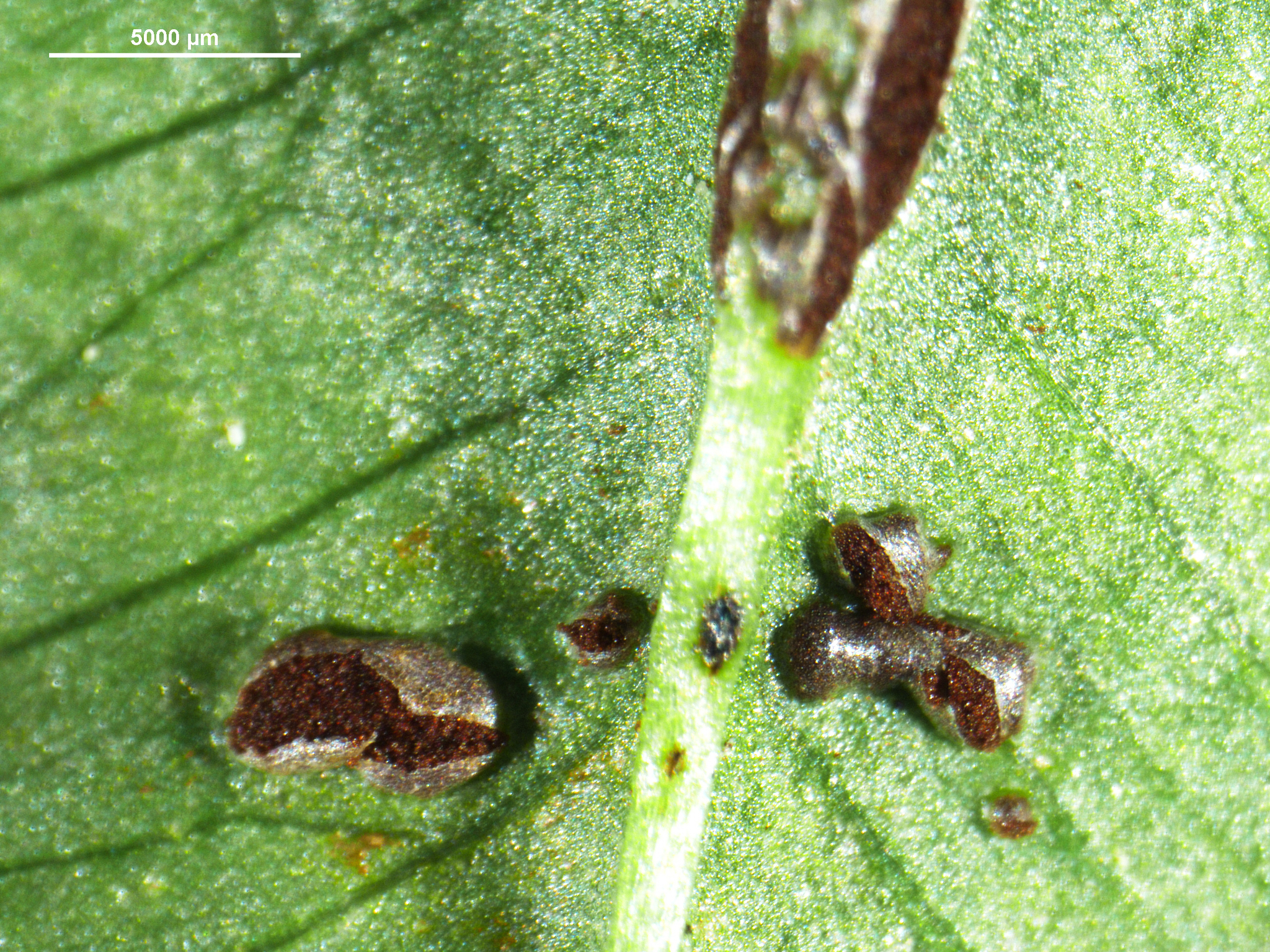
Telia
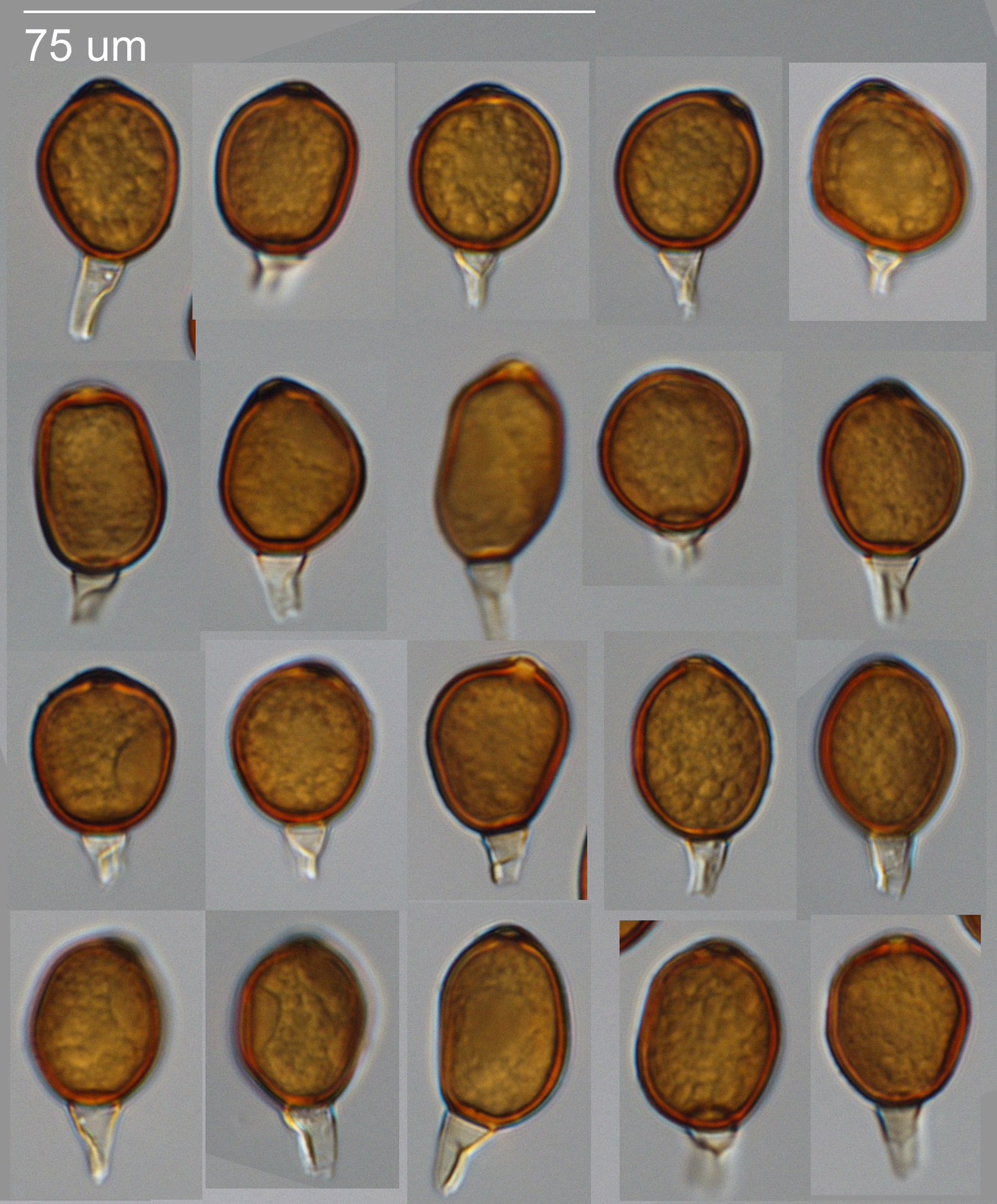
Teliosporen

## Systematiek
Uromyces trifolii-repentis werd voor het eerst beschreven in 1880 door Castagne als Aecidium trifolii-repentis en in 1906 door Johan Ivar Liro, die het de huidige geldige naam gaf.
Uromyces trifolii-repentis wordt onderverdeeld in twee variëteiten:
- Uromyces trifolii-repentis var. trifolii-repentis, die voorkomt in Midden-Europa op witte klaver, basterdklaver en aardbeiklaver.
- Uromyces trifolii-repentis var.fallens, die voorkomt in Europa op rode klaver en bochtige klaver. Deze laatste variëteit wordt soms ook als een aparte soort beschouwd, namelijk Uromyces fallens (klaverroest).[2][3]